# Вера Ніколіч Подрінська
Віра Ніколіч Подрінська (хорв. Vera Nikolić Podrinska; 8 червня 1886, Загреб — 28 березня 1972, Загреб) — хорватська живописець і баронеса.

## Біографія
Ніколіч — донька барона Володимира Ніколича і баронеси Елле Скотті. Ніколіч навчалася живопису у хорватського художника Отона Івековіча з 1900 року, згодом — у Парижі у Андре Лота і Лео Юнека.
У 1917 році у неї відбулася перша персональна виставка.
У 1925 році вона навчалася в Академії Жюліана в Парижі.
Статки її батьків дозволяли їй багато подорожувати по всьому світу, писати копії шедеври у відомих галереях. У родинному маєтку вона також займалася фотографією.
У 1944 році у її будинку на вулиці Пантовчак у Загребі Незалежна Держава Хорватії розмістила табір для військовополонених. У таборі утримувалися захоплені американські льотчики. В'язні працювали на винограднику Ніколіч і могли, крім іншого, користуватися майном для гри в теніс, слухати музику та багато іншого..
Після війни її власність була або націоналізована, або викуплена керівною Комуністичною партією. В 1955 році вона опублікувала туристичну книгу «Od Zagreba do Bangkoka» («Від Загреба до Бангкока»).
З часів першої персональної виставки, коли всі кошти були віддані на сиротам, аж до землетрусу в Скоп'є в 1963 році, вона постійно займалася благодійністю. Як покровитель особливу увагу приділяла талантам аристократичного походження.
Ніколич поїхала до Сполучених Штатів Америки в 1966 році, щоб відвідати виставку своїх робіт. Там вона зустріла кілька колишніх ув'язнених, яких тримали в її маєтку під час Другої світової війни.